# 2384 Schulhof
2384 Schulhof este un asteroid din centura principală, descoperit pe 2 martie 1943 de Margueritte Laugier.